# Max Kaluza
Maximilian Kaluza (* 22. September 1856 in Ratibor, Provinz Schlesien; † 1. Dezember 1921 in Königsberg, Ostpreußen) war ein deutscher Anglist, Hochschullehrer und Sachbuchautor.

## Leben
Maximilian Kaluza studierte von 1873 bis 1877 am Matthias-Gymnasium in Breslau und wurde ebenda mit der Dissertation Über das Verhältnis des mittelenglischen alliterierenden Gedichts „William of Palerne“ zu seinen französischen Vorlagen am 12. Januar 1881 zu Doktor der Philosophie promoviert. Nach dem Staatsexamen im Dezember 1881 war er von 1882 bis 1884 als Probekandidat und Hilfslehrer beim Gymnasium in Ratibor und von 1884 bis 1887 als Gymnasiallehrer in Oppeln tätig.
Am 17. Mai 1887 habilitierte sich Max Kaluza an der Albertus-Universität Königsberg mit der Schrift Über die Handschriftenverhältnisse des mittelenglischen Gedichts „Libeaus Desconus“ als Hochschullehrer für englische Sprache und Literatur. Ab Juli 1894 war er dort beamteter außerordentlicher Professor und Direktor des Englischen Seminars und nach Juni 1902 ordentlicher öffentlicher Professor. Im Sommer 1921 trat er in den Ruhestand.
Der Sohn Theodor Kaluza (1885–1954) war ein deutscher Physiker und der Enkel Theodor Kaluza (1910–1994) ein Mathematiker.

## Publikationen (Auswahl)
- Chaucer und der Rosenroman. Eine literargeschichtliche Studie. E. Felber Verlag, Berlin 1893.
- Der altenglische Vers. Eine metrische Untersuchung. Teil 1 und 2, E. Felber, Berlin 1894.
- mit Gustav Thurau: Eduard Koschwitz. Ein Lebensbild. In: Zeitschrift für französischen und englischen Unterricht. Bd. 3, 1904, ZDB-ID 200279-6, S. 385–432 (mit Verzeichnis der Schriften und der betreuten Dissertationen; auch als Sonderabdruck. Weidmann, Berlin 1904, (Digitalisat)).
- Historische Grammatik der englischen Sprache. Bd. 1 – 2, E. Felber, Berlin 1906.
- Englische Metrik in historischer Entwicklung. E. Felber, Berlin 1909.
- Geoffrey-Chaucer-Handbuch für Studierende. Ausgewählte Texte mit Einleitung, einem Abriss von Chaucers Versbau und Sprache und einem Wörterverzeichnis. Tauchnitz, Leipzig 1919.
  - Chaucer-Handbuch für Studierende. Ausgewählte Texte mit Einleitungen und einem Wörterverzeichnis. B. Tauchnitz, Leipzig 1944. (4. Auflage)
- mit Arthur C. Dunstan: Englische Phonetik mit Lesestücken. Vereinigung wissenschaftlichen Verleger, Leipzig 1921.
- Geschichte der englischen Sprache. Literatur-Agentur Danowski, Zürich 2007. (Reprint)